# Marco Donadoni

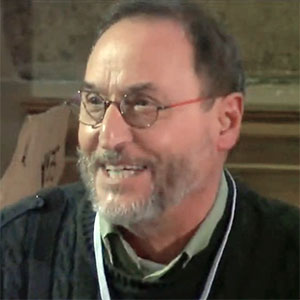
Marco Alberto Donadoni durante Giocare insieme: experience sharing meeting (Settembre 2020)

Marco Alberto Donadoni (Milano, 8 novembre 1951) è un autore di giochi italiano.

## Biografia
Laureato in giurisprudenza, progetta giochi da tavolo dal 1976. Il suo primo titolo pubblicato fu il Gioco dell'Iliade, un wargame basato sull'assedio di Troia stampato in autoproduzione e auto commercializzato nel 1976. Da allora ha pubblicato più di 180 giochi per diverse case editrici (International Team, Editrice Piccoli, Editrice Giochi, Ricordi, Smemoranda, daVinci Editrice)  tradotti in oltre 6 lingue.
Ha collaborato con molte testate di settore e non, dirigendone e fondandone anche alcune (Pergioco – insieme a Meroni, Riccò, Casalini e Signorelli nel 1980, e Dadi & C. nel 1989, “da dentro” la Editrice Giochi).
Tra molte rubriche curate su varie testate le due più “attinenti” sono state Woot & Kini, su Comix, redatta assieme al socio storico Matteo Rosa, e Giocare a.. su Donna Moderna, oltre a molti supplementi – gioco, soprattutto estivi
Ha collaborato spesso con la Radio Svizzera di lingua italiana, ha condotto 15 puntate estive per Giocando, Rai Radio 2, e ha creato una serie di inserti gioco per Radio DJ.
A proposito di Giocando, scrivendolo con la K (Giokando) ha progettato e gestito una delle prime serie di manifestazioni del gioco in Italia (1991), portando tavolini e scatole aperte di ogni tipo in molte piazze, da Milano a Pescara, da Roma a Courmayeur.
Nel 1992 ha costituito e presieduto la LAAG (Libera Accademia degli Autori del Gioco) che per cinque anni ha radunato intorno a un tavolo, almeno una volta all'anno, i maggiori esperti e responsabili italiani del gioco visto sotto ogni aspetto, da quello giornalistico/colto di Giampaolo Dossena,  a quello illustrato di Guido Crepax, a quello radio televisivo di Sergio Valzania.
Dal 1991 elabora le sue competenze di game designer anche e soprattutto nell'ambito della formazione esperienziale, dedicandosi a "giocatori" aziendali, dall'alto management ai neoassunti. In questa veste ha progettato molti altri giochi d'aula, fra i quali un RPG dal titolo di Skaninsky Platz, orientato al processo di crescita personale,  un mini Risiko spaziale (La conquista del nuovo sistema solare) orientato a fare comprendere meglio la strategia vincente , e  Golden Age, un gioco da tavolo ambientato ai tempi delle grandi compagnie commerciali e orientato alla comprensione dell'importanza del fare rete. In questa ottica formativa ha scritto Met@forming e Le donne i cavallier l'armi e i lavori, per i tipi di Dante Alighieri di Roma, e curato per La Meridiana Keiron, una raccolta di scritti su gioco e formazione. Argomento per il quale scrive ancora oggi sul suo blog giocoeformazione.blogspot.it

## Ludografia

### Wargame
- il Gioco dell'Iliade. Auto-Prodotto, 1976.
- Iliad. International Team, 1979.
- Kroll & Prumni. International Team, 1979.
- Odyssey. International Team, 1979.
- Okinawa. International Team, 1979.
- York Town. International Team, 1979.
- Zargo's Lords. International Team, 1979.
- Waterloo. International Team, 1980.
- Idro. International Team, 1980.
- Jena. International Team, 1980.
- Austerlitz. International Team, 1981.
- East & West. International Team, 1981.
- Wohrom. International Team, 1981.
- Norge. International Team, 1981.
- Rommel. International Team, 1981.
- Sicilia '43 . International Team, 1981.
- Bonaparte. International Team, 1982.
- Zargo's Lords II. International Team, 1983.
- Landsknecht. International Team, 1987.

### Giochi di ruolo
- con Silvio Cadelo. VII Legio. International Team, 1982.
- con Mauro Moretti. Magikon. International Team, 1983.
- Tablin. International Team, 1983. Espansione per VII Legio.

### Giochi da tavolo
- 3. Editrice Giochi, 1987.
- Empire. International Team, 1979.
- Grand prix. International Team, 1983.
- Il gioco dell'oste. International Team, 1987.
- Il giro d'Italia. International Team, 1983.
- Jolly roger, International Team, 1979.
- Jonathan. International Team, 1984.
- Mafia.  International Team, 1983.
- Magic wood. International Team, 1979.
- Medici. International Team, 1979.
- Mundialito. International Team, 1985.
- Play off. International Team, 1985.
- Ra. International Team, 1979.
- Rally. International Team, 1980.
- Referendum. International Team, 1985.
- Roma. International Team, 1986. Ripubblicato dalla Editrice Giochi.
- Rossi adventures. International Team, 1983.
- S.O.Kronos. Omni, 1983
- Samarcanda. International Team, 1982.
- Single game. International Team, 1987.
- Smoking game. International Team, 1983.
- Superbowl. International Team, 1983.
- Terre des Bètes. International Team, 1984.
- Skizzo. Smemoranda, 1984.
- Tele foot. International Team, 1987
- Thalassa. International Team, 1984
- Trafic. Editrice Piccoli, 1985
- "Inventagiochi".Editrice Piccoli  1985
- Zodiac memo take. International Team, 1987.
- Referendum. Per il comitato elezione diretta dei sindaci, 1983.
- Squali e pesciolini, Editrice Piccoli, 1986.
- Traffic, Editrice Piccoli, 1986.
- Luna Park,, Editrice Piccoli, 1986.
- Occhi di Gatto, Editrice Piccoli, 1986.
- Taxi, Editrice Piccoli, 1986.
- Treni & C, Editrice Piccoli, 1986.
- Blue Stones. International Team, 1987.
- Re Magico. Ed. Paoline. 1988
- Leonardo. Editrice Giochi, 1989
- Communication. Editrice Giochi 1990.
- Viaggiamo nel corpo umano. Editrice Giochi 1991.
- Nella preistoria. Editrice Giochi 1991.
- In fondo al mare. Editrice Giochi 1991.
- Video game. Arti Grafiche Ricordi, 1992.
- Genius: alla ricerca dello scienziato perduto, SPA Audiovisivi, 1992
- Monstercrash. Arti Grafiche Ricordi, 1992.
- Sandokan. Giochi Preziosi, 1993.
- Il gioco di Radio DJ. Arti Grafiche Ricordi, 1993.
- Tuchulcha. daVinci Editrice, 2005.
- Assist Angelo Porazzi Games, 2010
- Radetzky. Deoela, 2022

## Saggistica
- Met@forming. Crescere e migliorare attraverso l'esperienza in metafora, Società Editrice Dante Alighieri, 2010
- Le donne i cavallier l’armi i lavori, Società Editrice Dante Alighieri, 2011
- La borsa dei 100 attrezzi, Ebook - autopubblicato, 2011
- Kéiron: gioco e formazione, Edizioni La Meridiana, 2012
- Manuale di sopravvivenza in cucina per un single, Società Editrice Dante Alighieri, 2013
- Il grande cugino 4.0, Società Editrice Dante Alighieri, 2018
- Vite in Gioco -  La Memoria del Mondo- 2022